# Claudia Durastanti
Claudia Durastanti (n. 8 iunie 1984, New York City, New York, SUA) este o scriitoare și traducătoare italiană.

## Biografie
Claudia Durastanti s-a născut în Brooklyn în 1984. A studiat antropologia culturală la Universitatea Sapienza din Roma, și-a continuat studiile la Universitatea De Montfort din Leicester⁠(d) și s-a întors la Roma pentru un masterat în publicare și jurnalism. A lucrat ca redactor la Târgul de Carte din Torino⁠(d) și a fost co-fondatoare a Festivalului italian de literatură din Londra . A fost bursieră în studii literare la Academia Americană din Roma⁠(d). Ea scrie pentru La Repubblica și Internazionale⁠(d). A primit numeroase premii și premii. La straniera (Străina) a fost selectat pentru premiul Strega.

## Operă
- Un giorno verrò a lanciare sassi alla tua finestra, Venezia, Marsilio, 2010 ISBN 978-88-317-0572-1
- A Chloe, per le ragioni sbagliate, Venezia, Marsilio, 2013 ISBN 978-88-317-1670-3
- Cleopatra va in prigione, Roma, fax minim, 2016 ISBN 978-88-7521-745-7
- La straniera, Milano, La nave di Teseo, 2019 ISBN 978-88-93447-75-1